# Melbourne (Arkansas)
Melbourne é uma cidade localizada no estado americano de Arkansas, no Condado de Izard.

## Demografia
Segundo o censo americano de 2000, a sua população era de 1 673 habitantes.
Em 2006, foi estimada uma população de 1 695, um aumento de 22 (1.3%).

## Geografia
De acordo com o United States Census Bureau, a localidade tem uma área de 16,2 km², sem área coberta por água. Melbourne localiza-se a aproximadamente 142 m acima do nível do mar.

## Localidades na vizinhança
O diagrama seguinte representa as localidades num raio de 24 km ao redor de Melbourne.